# Nagyvejke
Nagyvejke is een plaats (község) en gemeente in het Hongaarse comitaat Tolna. Nagyvejke telt 200 inwoners (2001).